# Seznam čeških fotomodelov
Seznam čeških fotomodelov.

## H
- Monika Hájková
- Eva Herzigová

## K
- Karolína Kurková
- Petra Kvapilova

## N
- Petra Němcová

## P
- Daniela Pestova
- Paulina Porizkova
- Kateřina Průšová
- Krystyna Pyszková

## S
- Hana Soukupová

## V
- Veronica Varekova
- Linda Vojtová